# Juan Matta-Ballesteros
Artikeln följer den spanska namnseden; faderns efternamn är Matta och moderns efternamn Ballesteros.
Juan Ramón Matta-Ballesteros, i USA:s federala fängelsesystem använder han namnet Juan Ramón Matta-López; går under smeknamnet El Negro (svenska: Den svarte), född 12 januari 1945 i Tegucigalpa, är en honduransk dömd narkotikasmugglare. Han beskrivs oftast som hjärnan till den explosiva ökningen av införsel av kokain från Colombia till USA via Mexiko. Det var Matta-Ballesteros som såg till att de colombianska drogkartellerna Calikartellen och Medellínkartellen kom i kontakt med de mexikanska dito som till exempel Cártel de Guadalajara och agerade mellanhand åt parterna.
1970 reste han till USA och flygplatsen Dulles International Airport i Dulles i Virginia, med 24,5 kilogram kokain i bagaget. Där blev han arresterad av amerikanska myndigheter för försök till narkotikasmuggling. Den federala domstolen dömde dock i favör för Matta-Ballesteros rörande smuggelförsöket men dömde honom för att illegalt försökt ta sig in i landet och med falska dokument. Han blev dömd till att sitta på federalt fängelse på Eglin Air Force Base i Okaloosa County i Florida. Det blev dock bara ett år där innan han lyckades rymma från anstalten. 1974 blev han arresterad av mexikanska myndigheter för att sälja tio kilogram kokain och fick tillbringa ett år i fängelse. Han misstänktes för att ha mördat två medfångar under den tiden men blev aldrig dömd för det. Han fortsatte att vara verksam med narkotikasmuggling mellan Colombia och USA.
1984 fick den amerikanska narkotikapolisen United States Drug Enforcement Administration (DEA) information om att Cártel de Guadalajara hade ett plantage i delstaten Chihuahua och som gick under namnet Rancho El Búfalo. Den var mer än 1 000 hektar stor och där de odlade årligen marijuana till ett dåtida värde av åtta miljarder dollar och kunde förse hela den amerikanska narkotikamarknaden med marijuana. DEA, mexikanska federala poliser och den mexikanska armén drog igång en operation, ledd av DEA-agenten Enrique "Kiki" Camarena, och de slog till mot Rancho El Búfalo och förstörde nästan 11 000 ton marijuana till ett värde på 2,5 miljarder dollar. Det gick svallvågor inom drogkartellen och man utlyste hämnd. Ena ledaren Rafael Caro Quintero var ursinnig och beordrade om att Camarena skulle mördas. Den 7 februari fann de Camarena och kidnappade honom och utsatte Camarena för ohygglig tortyr och hölls i liv i mer än 30 timmar via läkemedel. Samma öde gick piloten, som flög Camarenas helikopter, Alfredo Zavala Avelar till mötes. När kropparna återfanns drog USA igång en av de största operationerna som amerikansk rättsväsende har gjort i syfte att hitta gärningsmännen och det tog inte långt tid innan de kunde identifiera individer som bland andra Matta-Ballesteros som var delaktiga i detta. Mexikanska myndigheter drog dock ut på tiden för en arrestering av Matta-Ballesteros så han hann lämna Mexiko innan en arrestering kunde genomföras. USA fortsatte att spåra honom. I april fann de honom i Cartagena i Colombia, colombianska polismyndigheter hade lyckats gripa honom ovetandes om att USA var ute efter honom. DEA begärde att förhöra honom och senare kräva honom utlämnad. Utlämningsprocessen misslyckades dock och Matta-Ballesteros lyckades fly och återvände till Honduras. Enligt honduransk lag så kunde inte landet lämna ut medborgare till främmande makter. Två års käbbel mellan Honduras och USA, i april 1988 tröttnade Honduras och beordrade honduransk polis att hämta upp Matta-Ballesteros och köra honom omgående till en flygplats och sätta honom på ett flygplan. Flygplanet flögs till Dominikanska republiken och där dominikansk polis och den amerikanska federala polismyndigheten United States Marshals Service mötte upp honom och arresterade honom. Matta-Ballesteros blev omgående förd till ett annat flygplan som flög honom och amerikanarna till Puerto Rico så United States Marshals Service kunde officiellt arrestera honom. Färden fortsatte sen till New York i New York så att Matta-Ballesteros kunde ställas inför rätta i amerikansk domstol. Fler än 1 000 studenter började protestera mot utlämningen och de bland annat försökte sätta det amerikanska ambassaden i brand. Upp till fyra studenter miste livet under protesterna. Matta-Ballesteros dömdes till tre livstidsdomar plus ytterligare 225 år för narkotikasmuggling, kidnappning och tortyr, domstolen fann honom dock inte skyldig till mord. Han är placerad på den federala anstalten Metropolitan Detention Center, Los Angeles i Los Angeles i Kalifornien.
Matta-Ballesteros blev väldig rik på sina narkotikaaffärer och på sin höjd hade en förmögenhet på mer än två miljarder amerikanska dollar. 1982 hävdade källor med insyn inom DEA att han betalade ut 50 miljoner amerikanska dollar i mutor till statstjänstemän i Bolivia och länder i Latinamerika i syfte att få dem att "titta åt andra hållet". En annan gång ska han erbjudit Honduras att betala av hela landets utlandsskuld i utbyte mot gentjänster.